# Giuseppe Marcantonio

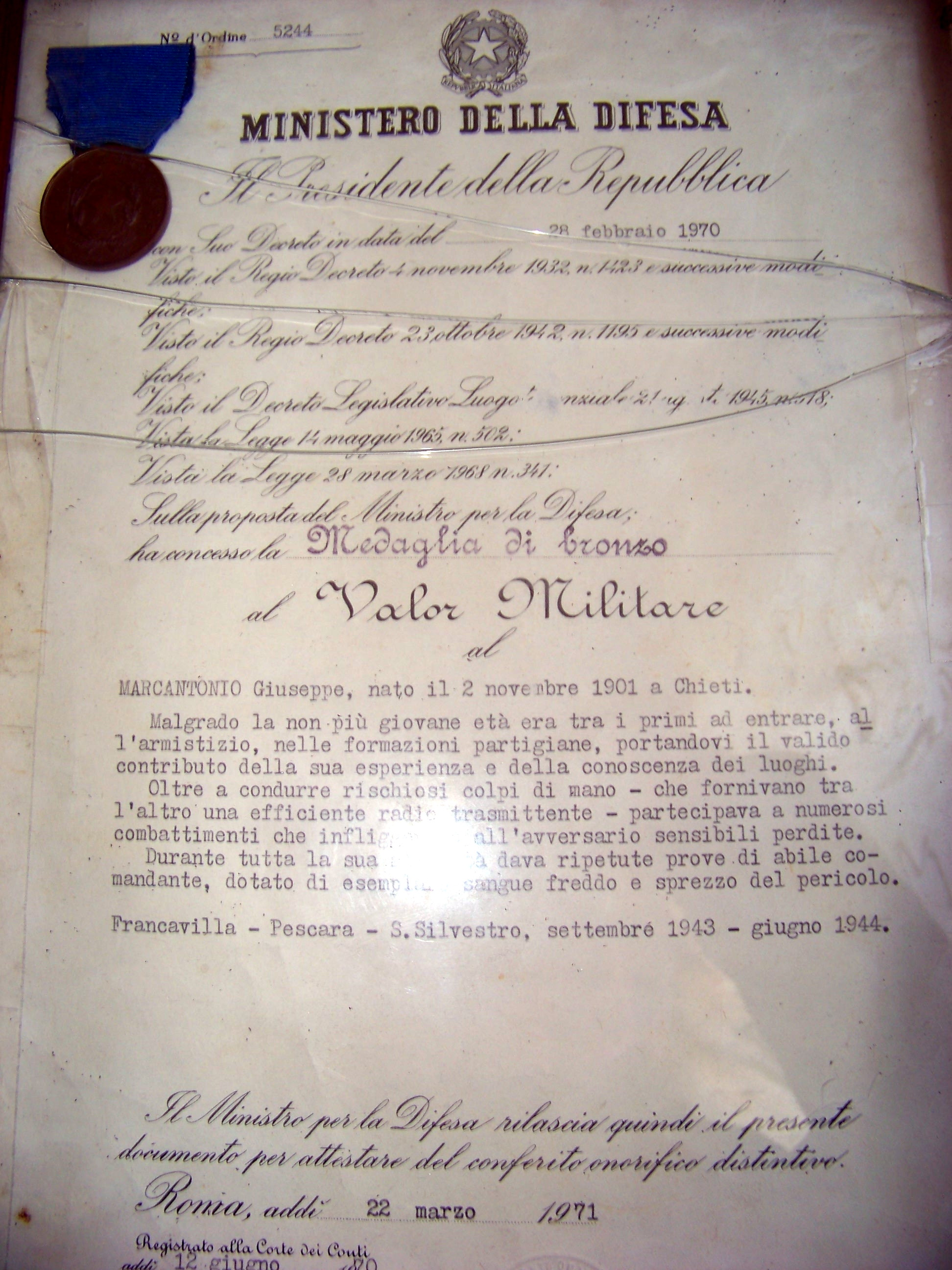
Documento della Medaglia di bronzo al valor militare conferita a Marcantonio Giuseppe

Giuseppe Marcantonio (Chieti, 2 novembre 1901 – Pescara, 24 novembre 1975) è stato un partigiano italiano.
Ha ricevuto la qualifica di "partigiano combattente" per aver partecipato alla seconda guerra mondiale con la formazione partigiana "Francavilla".
Il 30 aprile 1951 gli fu conferita la Croce al Merito di Guerra in seguito ad attività partigiana. N.1327 d'ordine del Registro delle concessioni.

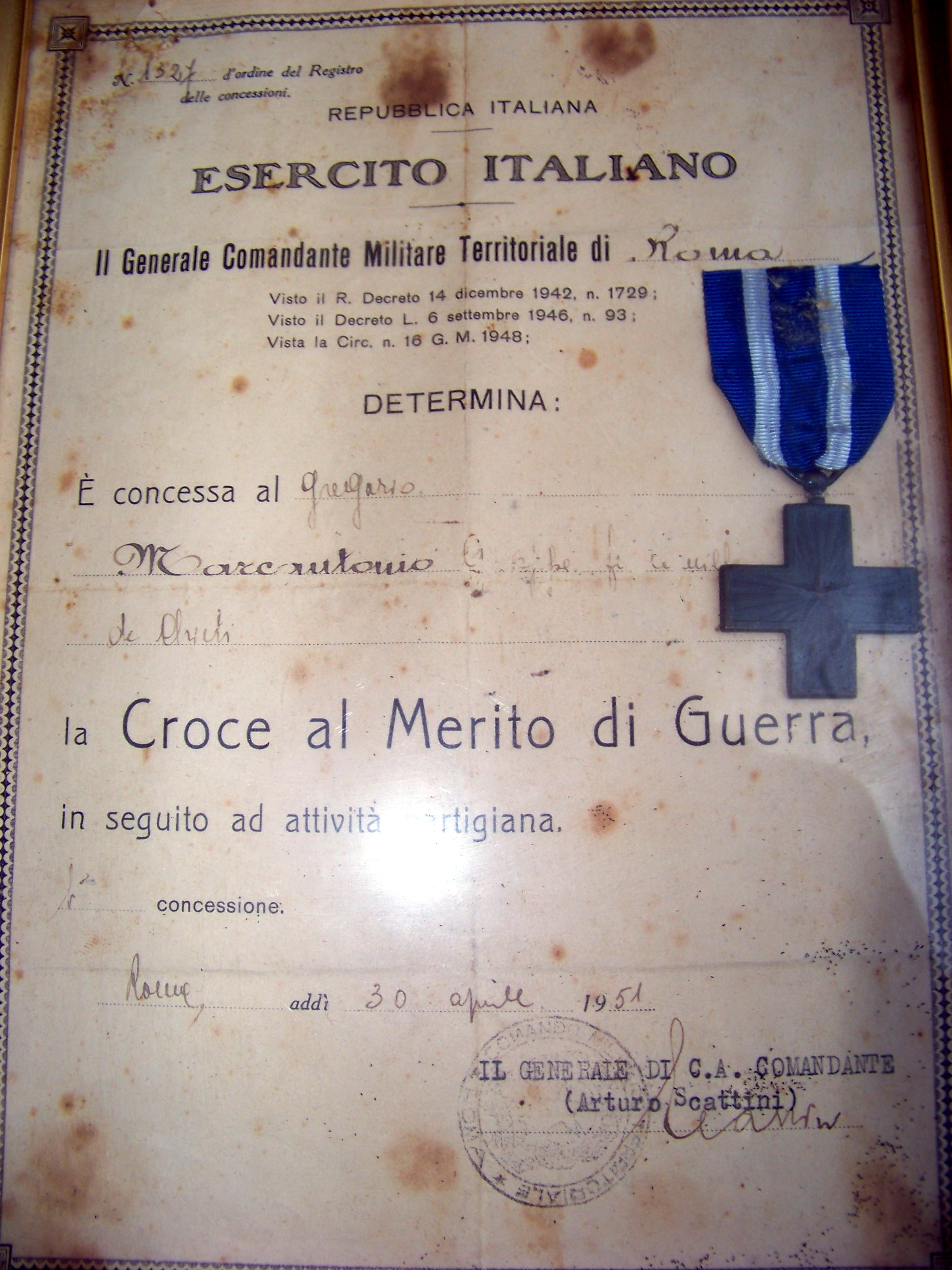
Documento della Croce al merito di guerra conferita a Marcantonio Giuseppe

Nel 1971 gli fu conferita la medaglia di bronzo al valor militare N° d'Ordine 5244 Registrato alla Corte dei Conti addì 12 giugno 1970 Registro 15 D. Foglio 321 Pubblicato nel Boll.Uff. 1970 disp.29 pag.3712.

## Biografia
Nato a Chieti nel 1901, fautore della nascita del Partito Comunista d'Italia nel 1921, fu partigiano della resistenza abruzzese, ed è stato presente in tutte le battaglie antifasciste, pagando duramente di persona con la galera e il confino. Nel 1951 gli fu conferita la Croce al Merito di Guerra in seguito ad attività partigiana e nel 1971 fu decorato con la medaglia di bronzo al valor militare.
Giuseppe Marcantonio di professione barbiere aveva contatti con un agente infiltrato nel comando tedesco installato a Pescara San Silvestro presso la Villa Pandolfi. "Peppine lu barbire" come era soprannominato, nel suo salone di barberia raccoglieva le confidenze dei soldati Tedeschi sugli spostamenti delle truppe e mandava uno dei suoi figli ad avvertire l'agente infiltrato che telegrafava le notizie agli alleati.
Nell'ottobre del 1943 a Francavilla si formò una banda partigiana guidata da Rocco Angelucci, formata prevalentemente da soldati e marinai del luogo tornati in paese dopo l'armistizio. A questi si aggiunsero militari che si trovavano di stanza a Francavilla, ex- prigionieri inglesi, americani, iugoslavi fuggiti dai campi di concentramento della zona. Nel giro di pochi giorni, al primitivo nucleo di volontari, si aggiunsero altri militari sbandati, fino a costituire un raggruppamento di circa duecentocinquanta uomini: poi, con l'arrivo di alcuni agenti segreti delle truppe alleate, venne a mano a mano "selezionata" e ridotta fino a giungere ad una sessantina di effettivi. Questa particolare formazione ebbe il compito di proteggere una stazione radio installata in quelle campagne. 
Giuseppe Marcantonio tra il 1943 e il 1944 fu comandante di una cellula della resistenza che oltre a svolgere il compito principale di raccolta e trasmissione delle informazioni attraverso la potente stazione radio, si occupava anche di fornire appoggio ai prigionieri alleati fuggiti dai campi di concentramento, e di aiutare i civili che attraversavano le linee sia via mare che attraverso i sentieri di montagna ed a favorire la latitanza degli antifascisti ricercati dalla polizia nazista. 
Dopo la Liberazione, fece parte della "Commissione regionale abruzzese per il riconoscimento della qualifica di partigiano", in rappresentanza dell'ANPI.
Nel luglio del 1948, dopo l'attentato di Pallante a Palmiro Togliatti, guidò la protesta dei lavoratori pescaresi e fu arrestato e condannato a 11 mesi di carcere. Fu ancora arrestato nel giugno del 1955, quando, insieme ad un compagno affrontò con decisione un gruppo di fascisti che percorrevano una strada pescarese cantando inni fascisti. Subito dopo la guerra, rivestì la carica di Delegato Provinciale di Chieti dell'Alto Commissariato per le Sanzioni contro il Fascismo, ed ebbe importanti incarichi direttivi nelle Federazioni del PCI di Pescara e di Chieti (della quale fu anche segretario).